# Иудаизм на Мальте
История евреев на Мальте насчитывает около двух с половиной тысяч лет. Хотя в древности еврейская община Мальты никогда не была значительной, и её численность никогда не превышала тысячи человек, вероятно, мальтийские евреи прибыли сюда непосредственно из Палестины. Их появление связывается с мореплаванием израильских колен Завулона и Асира. Большинство современных мальтийских евреев являются сефардами.

## Античность
В 1912 году была открыта надпись на внутренней апсиде южного храма в Джгантии на острове Гоцо. Эта надпись выполнена на финикийском языке и гласит «Любовь нашего отца Яхве». Тем не менее, документов, свидетельствующих о пребывании евреев на Мальте, нет. Первое свидетельство, связанное с евреями — сообщения о высадке апостола Павла после кораблекрушения в 62 году в бухте на севере острова Мальта, ныне носящей его имя. Сохранилось большое количество греческих надписей и камней с изображениями меноры, доказывающих, что евреи жили на Мальте в римский период.

## Средневековье
Во время правления Фатимидов евреи часто занимали посты государственных служащих. Однажды еврей даже занял пост визиря, самую высокую возможную должность.
Численность еврейского населения Мальты достигла своего пика в XI веке при правлении норманнов. В это время на острове Мальта проживало около 500 евреев, а на острове Гоцо — около 350. Сообщество было достаточно преуспевающим, и от евреев не требовали жить компактно. Большинство владели сельскохозяйственными землями или занимались торговлей. Известный каббалист Авраам Абулафия жил на острове Комино с 1285 года до своей смерти в 1290-е годы. В 1435 году был отменён специальный налог, который должны были платить евреи.
В 1479 году Мальта вместе с Сицилией, которой принадлежала, попала под правление Арагона. Соответственно, королевский эдикт 1492 года, предписывавший всем евреям покинуть Испанию, распространялся и на мальтийских евреев. Так как они составляли существенную часть населения архипелага, испанское правительство согласилось даже выплатить им компенсацию за финансовые потери. Неизвестно, куда именно переселились мальтийские евреи, возможно, в Левант, вместе с сицилианскими. Вероятно, некоторые из них обратились в христианство, чтобы иметь возможность остаться на Мальте. Большое количество мальтийских фамилий имеют еврейское происхождение.
Треть населения Мдины, средневековой столицы Мальты, составляли евреи. Синагога Мдины была уничтожена землетрясением 1693 года. Документы, составленные еврейскими нотариусами и написанные квадратическим письмом, сохранились и сейчас находятся в Музее собора Мдины. Самые ранние из них относятся к XIV веку и принадлежат к старейшим известным текстам на мальтийском языке.

## Мальтийский орден
С 1530 по 1798 год Мальта принадлежала ордену Иоаннитов. Часть изгнанных с Мальты евреев вернулись, но практиковали свою религию тайно. Во время правления иоаннитов все евреи, открыто практиковавшие свою религию, были рабами и находились в тюрьме Валлетты. Более того, иоанниты ввели практику захвата заложников (в том числе евреев) на торговых судах с последующей выплатой дани. Во время Великой осады Мальты (1565) евреи-рабы вызвались помочь с захватом форта Сен-Эльмо, что было фактически безнадёжным предприятием. Корабли, на которых они плыли, не смогли пробиться к форту из-за огня турецкой артиллерии. Раб Джозеф Коэн, узнавший о готовящемся восстании мусульманских рабов во время осады, сообщил об этом великому магистру Ордена, за что был освобождён из рабства и смог поселиться в предоставленном ему доме в Валлетте.
Свободные евреи, желавшие посетить остров Мальта, могли войти в Валлетту лишь через одни ворота, которые до сих пор носят название Еврейских.

## Новое и новейшее время
Большинство живущих в настоящее время на Мальте евреев являются потомками евреев, переселившихся на архипелаг в короткий период французского правления с 1798 по 1800 год и британского правления после этого. В 1846 году был назначен первый раввин Мальты Нового времени. При этом в течение XX века случались периоды, когда Мальта не имела своего раввина, и для совершения обрядов раввин прилетал с Сицилии. Перед Второй мировой войной Мальта была единственной страной, не требующей виз для евреев, бегущих из нацистской Германии, что стимулировало еврейскую иммиграцию. Многие мальтийские евреи участвовали в войне в составе британских вооружённых сил.
В настоящее время на Мальте проживают двадцать пять еврейских семей. В 2002 году была открыта новая синагога. Хорошие отношения с Израилем поддерживаются с момента провозглашения независимости.

## Интересные факты
В елизаветинские времена пользовалась популярностью пьеса «Мальтийский еврей» Кристофера Марло. Желая поставить пьесу, которая могла бы соперничать с ней, Шекспир написал комедию «Венецианский купец».

## Примечание
1. 1 2 3 4  Tayar, Aline P'nina: "The Jews of Malta Архивная копия от 19 августа 2009 на Wayback Machine". Проверено 18 июля 2009.
2. ↑  http://www.angelfire.com/al/AttardBezzinaLawrenc/123.html Архивная копия от 19 августа 2009 на Wayback Machine Attard Bezzina, Lawrence A Short History
3. 1 2 3  http://www.jewsofmalta.org/traveller.htm Архивная копия от 20 апреля 2010 на Wayback Machine Hecht, Esther Jews of Malta
4. ↑  The Virtual Jewish History Tour: Malta Архивная копия от 17 июля 2011 на Wayback Machine in Jewish Virtual Library. Проверено 18 июля 2009.